# La strada da Napoli a Brindisi
La strada da Napoli a Brindisi, conosciuto anche con il titolo Una grande via, ed erroneamente La Strada da Brindisi a Barletta è un olio su tavola di Giuseppe De Nittis, risalente al 1872 circa, oggi esposto presso il Indianapolis Museum of Art, in comodato da un’ignota collezione privata.

## Storia
Nei primi anni 70’ de Nittis, di ritorno da Parigi, soggiorna a lungo a Napoli e dintorni, dove ritrae persone e dipinge paesaggi dei luoghi visitati, come in quest’opera, che riprende stilisticamente e tematicamente Il passaggio degli Appennini, risalente al 1867. Questa fu una pietra miliare tra le opere dell'artista, e fu tra quelle che gli consentirono di stringere un contratto di lavoro con il celebre mercante d'arte francese Adolphe Goupil. Il segreto del successo di queste opere è che questi soggetti raffiguranti paesaggi stranieri piacevano alla borghesia parigina del tempo, ma anche il punto di vista a livello della strada e l'ambientazione, entrambi inediti.

## Descrizione
Sotto il caldo sole del Sud Italia, nella verdeggiante campagna, per la strada bianca, costruita al tempo dei Borboni, che congiungeva Napoli e Brindisi, passano alcune figure. Sulla sinistra, troviamo diretti verso di noi due contadini, mentre alla destra troviamo un'altra figura, forse l'amico Gustave Cailebotte, che sta salendo su una diligenza, diretto verso la grande città.

## Esposizioni artistiche
Prima di trovarsi nel museo americano, l’opera venne notoriamente esposta dapprima nel Salon Parigino del 1872, dove ebbe uno straordinario successo e ricevette una menzione speciale, per poi passare alla prima mostra degli impressionisti del 1874. Dopo la morte dell’autore l’opera fu una delle ottantasei esposte nel corso della mostra retrospettiva alla XI Esposizione Internazionale d'Arte della Città di Venezia nel 1914. L'opera viene occasionalmente esposta in mostre dedicate De Nittis ed ai suoi contemporanei.

## Controversie

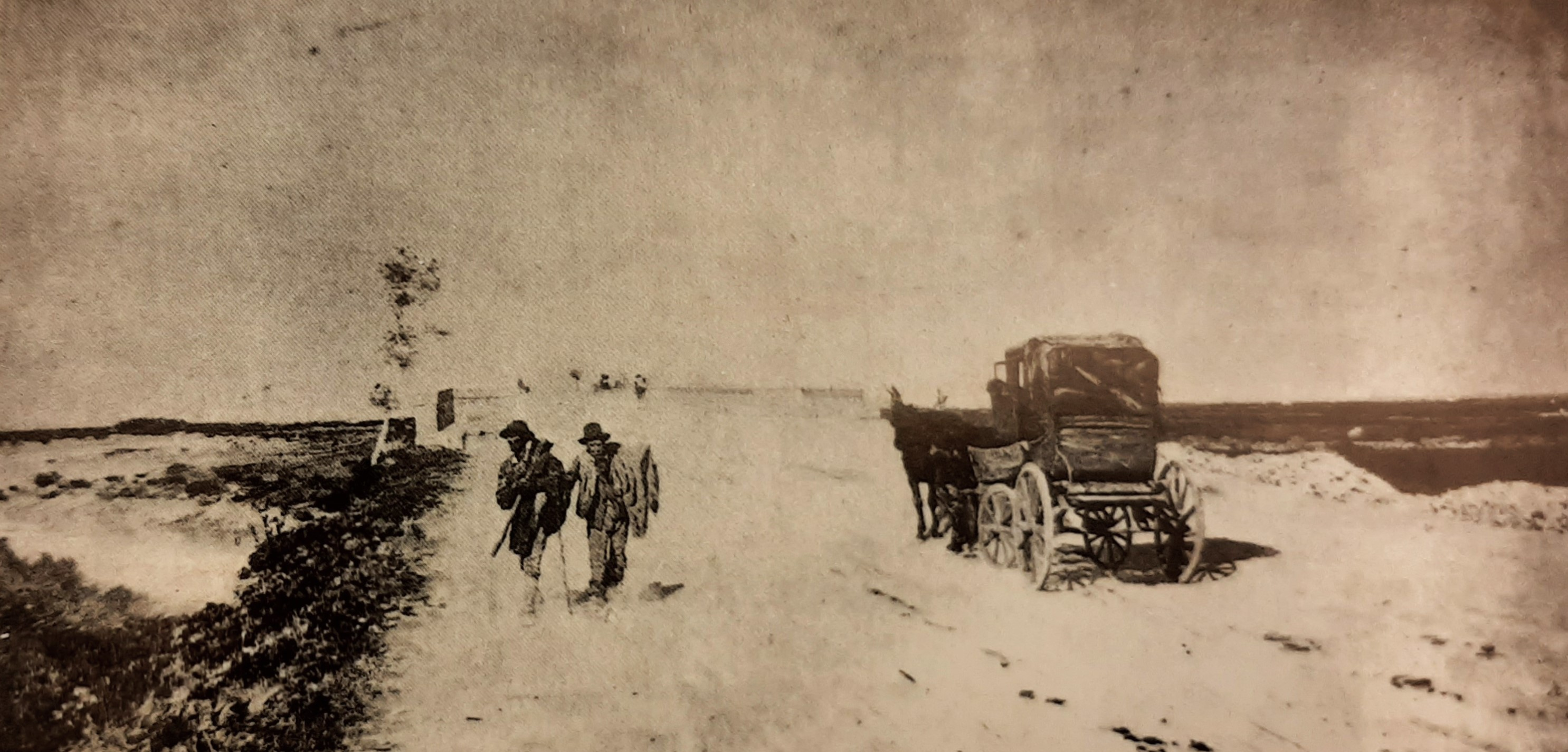
Riproduzione della fotografia dell'opera mostrata dal prof. Giovanni La Macchia, che secondo lui mostra il quadro originale. Qui viene fotografato in occasione dell'Esposizione universale di Parigi del 1878.

Nel settembre 2023, mentre il dipinto era in prestito temporaneo della durata di due anni alla Pinacoteca “De Nittis” di Barletta, il prof. Giovanni Lamacchia, pittore e scrittore, in un suo breve intervento su Antenna Sud, mosse l’ipotesi che potesse trattarsi di un falso. Secondo quanto disse, facendo un confronto con la foto originale del quadro, scattata da Goupil per De Nittis, non sono presenti certi dettagli, come i sassi, “picchi” a bordo strada. In secondo luogo problemi tecnici non specificati. Purtroppo la successiva morte dello studioso nel febbraio 2024 non ha consentito un ulteriore approfondimento della questione.

## Un’opera correlata

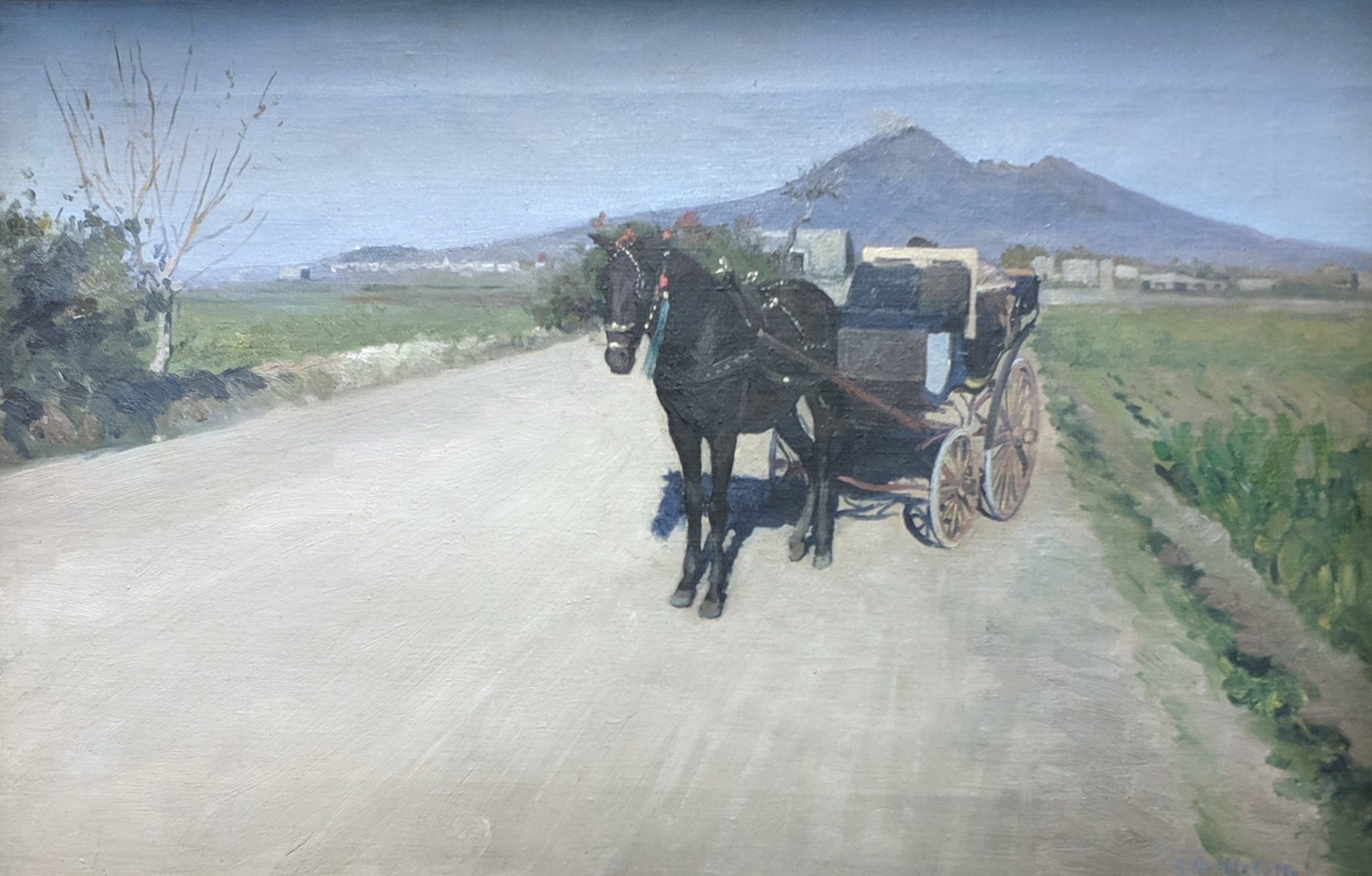
Gustave Cailebotte - Una strada verso Napoli (1872 ca.) - Collezione privata

L’opera di Gustave Caillebotte, Una strada verso Napoli, coeva a quella realizzata da De Nittis (gli artisti lavorarono al tempo a fianco a fianco) raffigura una carrozza con un cavallo nero su una larga strada bianca, con alle spalle il Monte Vesuvio. Sulla carrozza vediamo una tela bianca, da cui emerge il berretto dell'amico artista intento a dipingere.